# TNA Destination X
TNA Destination X fue un evento producido por la empresa de lucha libre profesional Total Nonstop Action Wrestling desde 2005 a 2012 como PPV y desde 2013 como un programa televisivo.

## Historia
El evento fue incorporado a la programación de la TNA el 2005, realizándose en marzo. Sin embargo, al año siguiente, decidió que se cambiaría al mes de julio. Con la llegada de Hulk Hogan en 2010 y el cambio de TNA de un ring hexagonal a uno cuadrado, la TNA decidió hacer en 2011 un PPVs homenaje a los luchadores de la División X. Se invitaron a luchadores de fuera de la empresa donde el ganador obtendría un contrato con TNA y se puso por una noche el ring hexagonal. En 2012, se usó por primera vez la Opción C. El entonces Campeón de la División X Austin Aries pidió a Hulk Hogan una lucha por el Campeonato Mundial Peso Pesado, a lo que Hogan le hizo elegir entre defender el título que tenía o dejarlo vacante para poder luchar por el otro. Aries eligió la Opción C, la cual aceptaba dejar vacante el título y enfrentarse al Campeón Mundial siempre y cuando, todos los años en el evento, el campeón de la División X tuviera su misma oportunidad, a lo que Hogan aceptó. El 11 de enero de 2013, la TNA anunció un cambio en la programación de sus PPVs para reducir sus PPVs a cuatro, cancelando el evento. Sin embargo, en 2013 se anunció la vuelta de Destination X como un evento televisivo.

## Resultados

### 2005
Destination X 2005 tuvo lugar el 13 de marzo del 2005 en Orlando, Florida. Fue el primer pago por visión de TNA realizado bajo este nombre.
- Dark match: Chris Candido & Andy Douglas derrotaron a Lex Lovett & Buck Quartermain.
  - Candido cubrió a Quartermain después de un "Diving Headbutt".
- Dark match: Kid Kash & Lance Hoyt derrotaron a Cassidy Riley & Jerelle Clark.
  - Kash cubrió a Clark después de un "Money Maker".
- Team Canada (Eric Young, Bobby Roode, Petey Williams & A-1) (c/Coach D'Amore y Johnny Devine) Derrotaron a 3Live Kru (Konnan & B.G. James) & America's Most Wanted (Chris Harris & James Storm). (8:53)
  - Roode cubrió a Konnan después de un "Northern Lariat".
  - Devine estaba en un principio incluido en la lucha, pero por una lesión en la rodilla no pudo luchar.
- Chris Sabin derrotó a Chase Stevens (c/Chris Candido y Andy Douglas). (6:18)
  - Sabin cubrió a Stevens después con un "Roll-up".
  - Después de la lucha los tres golpearon a Sabin, hasta que llegó realizando su debut Shocker y lo salvó.
- Dustin Rhodes derrotó a Raven en un Bullrope match. (6:10)
  - Rhodes cubrió a Raven después de un "Bulldog".
- The Disciples of Destruction (Don & Ron) (c/Traci) derrotaron a Phi Delta Slam (Bruno Sassi & Big Tilly) (c/Trinity). (10:18)
  - Don cubrió a Tilly después de un "Big Boot", para ganar a Tracy el trabajo de asistente de Dusty Rhodes.
- Monty Brown derrotó a Trytan. (5:26)
  - Brown cubrió a Trytan después de un "Pounce".
  - Cuando Brown realizó el "Pounce" las luces se apagaron y en el suelo apareció un hombre con una máscara (Dennis Knight). Brown lo cubrió a él pensando que era Trytan, mientras éste huía por la rampa.
- Jeff Hardy derrotó a Abyss en un Pinfalls Count Anywhere Match. (15:48)
  - Hardy cubrió a Abyss después de un "Twist of Fate" sobre una escalera de acero.
  - Después de la lucha Abyss aplica una black hole slam sobre unas tachuelas a Jeff
- The Outlaw derrotó a Kevin Nash en un First Blood match. (11:20)
  - Outlaw ganó después de que Nash sangrara con la ayuda de Jeff Jarrett.
- Christopher Daniels derrotó a A.J. Styles, Ron Killings y Elix Skipper en un Ultimate X Challenge ganando el TNA X Division Championship. (25:19)
  - Skipper & Styles derrotaron a Killings & Daniels cuando Skipper cubrió a Killings después de un "Sudden Death". (8:06)
  - Daniels cubrió a Skipper con un "Small Package". (17:10)
  - Daniels escaló y cogió el título después de un "Angel's Wings". (25:19)
- Jeff Jarrett derrotó a Diamond Dallas Page en un Ringside Revenge match reteniendo el NWA World Heavyweight Championship. (21:40)
  - Jarrett cubrió a Page después de un "Pounce" de Monty Brown.
  - Los leñadores fueron: Monty Brown, Ron Killings, B.G James, Larry Zbyszko, Konnan, Sean Waltman, Chris Candido, Chase Stevens, Andy Douglas y Mr. Daggett.

### 2006
Destination X 2006 tuvo lugar el 12 de marzo del 2006 desde el TNA Impact! Zone en Orlando, Florida.
Su lema fue: "Beyond the Ring". Este pago por visión marcó el debut de Scott Steiner en TNA, apareciendo al final de la lucha estelar, involucrándose en la rivalidad entre Sting y Jeff Jarrett
- Dark match: Shannon Moore derrotó a Cassidy Riley
  - Moore cubrió a Riley después de un "Halo".
- Dark match: The Diamonds in the Rough (David Young & Elix Skipper) (con Simon Diamond) derrotaron a Shark Boy & Norman Smiley
  - Young cubrió a Smiley después de un "Side slam" de Skipper.
- Alex Shelley derrotó a Jay Lethal (10:08)
  - Shelley cubrió a Lethal después de un "Sliced Bread #2".
- Lance Hoyt derrotó a Matt Bentley (con Traci) (7:59)
  - Hoyt cubrió a Bentley después de un "Boot From Hell".
- Team Canada (Eric Young & Bobby Roode) (con Coach D´Amore y A-1) derrotaron a The Naturals (Andy Douglas & Chase Stevens) (12:24)
  - Roode cubrió a Douglas después de que Young lo golpeara con un palo de hockey.
- The James Gang (Kip James & B.G. James) & Bob Armstrong derrotaron a The Latin American Exchange (Konnan, Homicide y Machete) (6:38)
  - Kip cubrió a Machete después de un "One and Only".
- Chris Sabin derrotó a Petey Williams (con A1), Sonjay Dutt y Puma en un Fatal Four-Way match. (14:57)
  - Sabin cubrió a Puma después de un ""Cradle Shock".
- Jeff Jarrett, Abyss & America's Most Wanted (Chris Harris & James Storm) (con James Mitchell y Gail Kim) derrotaron a Rhino, Ron Killings & Team 3D (Brother Ray & Brother Devon). (20:10)
  - Jarrett cubrió a Killings después de un "Stroke".
- Christopher Daniels derrotó a Samoa Joe y A.J. Styles en un Ultimate X match ganando el Campeonato de la División X. (13:26)
  - Daniels descolgó el título para ganarlo.
- Christian Cage derrotó a Monty Brown reteniendo el Campeonato Mundial Peso Pesado de la NWA. (17:11)
  - Cage cubrió a Brown después de un "Unprettier".
  - Después de la lucha, America's Most Wanted, Abyss, Alex Shelley, Team Canada, Jeff Jarrett y Brown golpearon a Cage, mientras que Rhino bajo para ayudarlo, y finalmente hizo su retorno Sting aplicándole un "Scorpion Deathlock" a Jarrett.

### 2007
Destination X tuvo lugar el 11 de marzo del 2007 en Orlando, Florida.
Su frase fue: "First You Must Die...in Order to Live". El evento fue dedicado a Ernie Ladd que había muerto la noche anterior por cáncer.
- The LAX (Homicide & Hernández) (c/Konnan) derrotaron a Team 3D (Brother Ray & Brother Devon) (c/Johnny Rodz) en un Ghetto Brawl. (14:49)
  - Homicide cubrió a Devon después de que Alex Shelley lo golpeara con una cámara y le aplicara un "Frog Splash" a través de una mesa.
- James Storm & Jacqueline Moore derrotaron a Petey Williams & Gail Kim en un Double Bullrope match. (7:52)
  - Storm cubrió a Williams después de un "Superkick".
- Senshi derrotó a Austin Starr en un Crossface Chickenwing match. (11:09)
  - Senshi forzó a Starr a rendirse con un "Crossface Chickenwing".
  - Después de la lucha, Bob Backlund golpeó a Starr y le aplicó un "Crossface Chickenwing".
- Voodoo Kin Mafia (B.G. James & Kip James) derrotaron a The Heartbreakers (Antonio Thomas & Romeo Roselli) (c/Christy Hemme). (9:02)
  - B.G. cubrió a Antonio después de un "Pumphandle Slam".
- Chris Sabin derrotó a Jerry Lynn en un 2-out of-3-Falls match reteniendo el TNA X Division Championship. (12:18)
  - Lynn cubrió a Sabin después de un "Tornado DDT". (5:51)
  - Sabin cubrió a Lynn ayudadándose con las cuerdas. (8:51)
  - Sabin cubrió a Lynn con un "Roll-up", después de que Lynn fuera distraído por un hombre con máscara. (12:18)
  - Después de la lucha, el hombre con máscara (Christopher Daniels) le aplicó un "Angel's Wings" a Sabin, y golpeó a Lynn con el título.
- Rhino derrotó a A.J. Styles en un Elevation X match. (11:05)
  - Rhino lanzó a Styles fuera de la estructura para ganar.
- Kurt Angle derrotó a Scott Steiner. (11:42)
  - Angle cubrió a Steiner después de un "Sunset Flip" desde lo alto de las cuerdas.
- Sting derrotó a Abyss en un Last Rites match. (9:40)
  - Sting ganó cuando encerró a Abyss en el ataúd.
- Christian Cage derrotó a Samoa Joe reteniendo el NWA World Heavyweight Championship. (17:43)
  - Cage cubrió a Joe ayudándose con las cuerdas después de que éste errara un "Coquina Clutch".

### 2008
Destination X tuvo lugar el 9 de marzo del 2008 en Norfolk, Virginia. La canción oficial fue "Life Story" de Crash Anthem.
- Dark match: Roxxi Laveaux derrotó a Angelina Love.
  - Roxxi cubrió a Love después de un "Voodoo Slam".
- The Latin American Xchange (Homicide & Hernández) (con Salinas) derrotaron a The Motor City Machine Guns (Chris Sabin & Alex Shelley) y The Rock 'n Rave Infection (Lance Hoyt & Jimmy Rave) (con Christy Hemme), obteniendo una oportunidad por el Campeonato Mundial en Parejas de la TNA. (10:28)
  - Hernández cubrió a Rave después de un "Border Toss"
- Jay Lethal derrotó a Petey Williams (c/Rhaka Khan) reteniendo el Campeonato de la División X de la TNA. (11:41)
  - Lethal cubrió a Williams con un "Small package".
  - Durante el combate, So Cal Val interfirió atacando a Williams y Scott Steiner interfirió atacando a Lethal.
- Kaz & Eric Young derrotaron a Black Reign & Rellik. (10:03)
  - Young cubrió a Reign después de un "Death Valley Driver".
- Awesome Kong (con Raisha Saeed) derrotó a Gail Kim y a O.D.B reteniendo el Campeonato Mundial Femenino de la TNA. (11:33)
  - Kong cubrió a ODB después de una "Awesome Bomb".
- Curry Man & Shark Boy derrotaron a Team 3D (Brother Ray & Brother Devon) en un Fish Market Street Fight match. (13:12)
  - Shark Boy cubrió a Devon después de un "3D" accidental de Ray y Curry Man.
- Robert Roode (con Payton Banks) derrotó a Booker T (con Tracy Brooks) en un Stand By Your Man Strap match. (7:56)
  - Roode cubrió a Booker después de golpearlo con unas esposas.
  - Como resultado de la victoria de Roode, Banks tuvo que castigar a Brooks con una correa.
- Rhino derrotó a James Storm (con Jacqueline) en un Elevation X match. (13:18)
  - Rhino lanzó a Storm fuera de la estructura a través de una mesa para ganar.
- The Unlikely Alliance (Samoa Joe, Kevin Nash & Christian Cage) derrotaron a The Angle Alliance (Kurt Angle, A.J. Styles & Tomko). (12:29)
  - Joe forzó a Tomko a rendirse con el "Coquina Clutch".

### 2009
Destination X tuvo lugar el 15 de marzo del 2009 en Orlando, Florida. La canción oficial fue "My Turn" de Hoobastank.
- Taylor Wilde, Roxxi & The Governor derrotaron a The Beautiful People (Velvet Sky, Angelina Love & Madison Rayne)(14:57)
  - Wilde cubrió a Rayne con un "Bridging German Suplex".
- Brutus Magnus derrotó a Eric Young.(06:25)
  - Magnus cubrió a Young después de un "Tormentum" desde la segunda cuerda.
- Matt Morgan derrotó a Abyss en un Match of 10,000 Tacks.(17:51)
  - Morgan ganó después de lanzar a Abyss sobre las tachuelas.
- Awesome Kong derrotó a Sojourner Bolt reteniendo el Campeonato Femenino de la TNA.(04:21)
  - Kong cubrió a Bolt después de un "Awesome Bomb".
- Scott Steiner derrotó a Samoa Joe por descalificación.(05:00)
  - Joe fue descalificado por golpear al árbitro.
- A.J. Styles derrotó a Booker T ganando el Campeonato de Leyendas de la TNA.(25:55)
  - Styles cubrió a Booker después de un "Styles Clash"
- Team 3D (Brother Ray y Brother Devon) derrotaron a los Campeones Mundiales en Pareja de la TNA Beer Money, Inc. (Robert Roode y James Storm) por cuenta de fuera.(13:22)
  - Beer Money, Inc se fueron del ring y el árbitro contó hasta 10 y no volvieron.
  - Originalmente, la pelea acabó con la victoria de Team 3D por descalificación, pero Jim Cornette ordenó reanudar la pelea como un No DQ match.
  - Como resultado, Beer Money retuvo los Campeonatos Mundiales en Pareja de la TNA.
- Suicide derrotó a Alex Shelley(c), Chris Sabin, Consequences Creed y Jay Lethal ganando el Campeonato de la División X.(08:55)
  - Suicide ganó tras descolgar el cinturón de lo alto del estadio.
- Sting derroró a Kurt Angle reteniendo el Campeonato Mundial Peso Pesado de la TNA (con Jeff Jarrett como árbitro especial y Mick Foley como enforcer).(26:57)
  - Sting cubrió a Angle después de un "Scorpion Deathdrop"

### 2010
Destination X tuvo lugar el 21 de marzo del 2010 en Orlando, Florida. La canción oficial fue "Torn Apart" de Death On Two Wheels. Es el único evento de Destination X realizado en un cuadrilátero, ya que los demás eventos han sido en hexadriláteros.
- Kazarian derrotó a Brian Kendrick, Daniels y Amazing Red en un Ladder match convirtiéndose en el contendiente N.º 1 al Campeonato de la División X de la TNA
  - Kazarian descolgó el maletín de lo alto del coliseo, ganando la lucha.
- Tara derrotó a Daffney reteniendo el Campeonato Femenino de la TNA
  - Tara cubrió a Daffney después de un "Widow's Peak".
- Rob Terry derrotó a Magnus reteniendo el Campeonato Global de la TNA
  - Terry cubrió a Magnus después de un "Freakbuster".
- The Motor City Machine Guns (Alex Shelley & Chris Sabin) derrotaron a Generation Me (Max Buck & Jeremy Buck) en un Ultimate X Match ganando una oportunidad por el Campeonato Mundial en Parejas de la TNA
  - Sabin descolgó la X que colgaba de lo alto del coliseo, ganando la lucha.
- Scott Hall & Syxx Pac derrotaron a Kevin Nash & Eric Young
  - Syxx Pac cubrió a Young después de un "Crucifix Powerbomb".
  - Durante la lucha, Nash traicionó a Young.
- Doug Williams derrotó a Shannon Moore reteniendo el Campeonato de la División X de la TNA
  - Williams cubrió a Moore después de golpearle con un ladrillo.
- Matt Morgan & Hernández derrotaron a Beer Money, Inc. (Robert Roode & James Storm) reteniendo el Campeonato Mundial en Parejas de la TNA
  - Hernández cubrió a Storm después de un "Border Toss".
  - Después de la lucha, Morgan aplicó una "Carbon Footprint" a Hernández
- Kurt Angle derrotó a Mr. Anderson
  - Angle forzó a Anderson a rendirse con un "Angle Lock".
- El Campeón Mundial Peso Pesado de la TNA A.J. Styles y Abyss terminaron sin resultado después de que el ring se rompiera.

### 2011
Destination X 2011 tuvo lugar el 10 de julio del 2011 en Orlando, Florida.
- Kazarian derrotó a Samoa Joe. (11:19)
  - Kazarian cubrió a Joe con un "Small Package".
- Douglas Williams derrotó a Mark Haskins. (7:40)
  - Williams cubrió a Haskins con un "Roll-Up".
- Eric Young & Shark Boy derrotaron a Generation Me (Jeremy & Max Buck) (7:22)
  - Young cubrió a Max después de una "Chummer" de Shark Boy y un "Youngblood Nerckbreaker".
- Alex Shelley derrotó a Robbie E, Shannon Moore y Amazing Red en un Ultimate X Match ganando una oportunidad por el Campeonato de la División X de la TNA. (10:30)
  - Shelley descolgó la X que colgaba de lo alto del coliseo, ganando la lucha.
- Rob Van Dam derrotó a Jerry Lynn. (16:51)
  - RVD cubrió a Lynn después de un "Five-Star Frog Splash".
- Austin Aries derrotó a Zema Ion, Low Ki y Jack Evans. (13:30)
  - Aries cubrió a Low Ki después de un "Brainbuster".
  - Como consecuencia, Aries ganó un contrato con TNA.
- Brian Kendrick derrotó a Abyss ganando el Campeonato de la División X de la TNA. (10:14)
  - Kendrick cubrió a Abyss con un "Cradle Pin".
  - Durante el combate, Immortal interfirió a favor de Abyss y la División X a favor de Kendrick.
- A.J. Styles derrotó a Christopher Daniels. (28:27)
  - Styles cubrió a Daniels después de un "Spiral Tap".

### 2012
Destination X 2012 tuvo lugar el 8 de julio del 2012 en Orlando, Florida.
- Mason Andrews derrotó a Rubix, Dakota Darsow y Lars Only. (8:22)
  - Andrews cubrió a Only después de un "Ace of Spades".
- Mason Andrews derrotó a Kid Kash. (8:10)
  - Andrews cubrió a Kash con un "Roll-Up".
- Kenny King derrotó a Douglas Williams. (10:35)
  - King cubrió a Williams después de un "Coronation".
- Sonjay Dutt derrotó a Rashad Cameron. (7:16)
  - Dutt cubrió a Cameron después de un "Moonsault Double Foot Stomp".
- Zema Ion derrotó a Flip Cassonova. (3:55)
  - Ion cubrió a Cassanova después de un "Gory Bomb".
- Samoa Joe derrotó a Kurt Angle en un Bound for Glory Series Match. (14:38)
  - Joe dejó KO a Angle con un "Coquina Clutch".
  - Como consecuencia, Joe ganó 10 puntos en el Bound for Glory Series.
- A.J. Styles derrotó a Christopher Daniels en un Last Man Standing Match. (17:41)
  - Styles ganó cuando Daniels no pudo levantarse antes del conteo de 10 después de un "Styles Clash" contra una mesa en el ringside.
  - Durante el combate, Kazarian interfirió atacando a Styles.
- Zema Ion derrotó a Mason Andrews, Kenny King y Sonjay Dutt en un Ultimate X Match ganando el Campeonato de la División X de la TNA. (8:50)
  - Ion ganó tras descolgar el campeonato.
- Austin Aries derrotó a Bobby Roode ganando el Campeonato Mundial Peso Pesado de la TNA. (22:42)
  - Aries cubrió a Roode después de un "Brainbuster".

### 2013
Destination X 2013 (conocido también como Impact Wrestling: Destintation X) tuvo lugar el 18 de julio de 2013 en Louisville, Kentucky. Este fue el primer evento de Destination X que no fue en  pay-per-view, fue transmitido como un edición especial del programa semanal de televisión de TNA Impact Wrestling.

#### Antecedentes
El 11 de enero de 2013, TNA anunció que solo habría cuatro PPVs en 2013, retirando a Destination X como un PPV. Sin embargo durante Slammiversary XI el 2 de junio de 2013, tras el Ultimate X Match en donde Chris Sabin ganó el Campeonato de la División X, el gerente general de la TNA Hulk Hogan anunció que al igual que en 2012, el actual Campeón de la División X tendría la opción de abandonar voluntariamente el título a cambio de una lucha por el Campeonato Mundial Peso Pesado en el evento Destination X de 2013, que ahora sería un episodio especial del programa semanal de televisión de TNA Impact Wrestling.
Sabin estuvo indeciso en cuanto a si iba a canjear el campeonato por la oportunidad por el Campeonato Mundial Peso Pesado. En la edición del 27 de junio de Impact Wrestling, Sabin perdió el título en un Three-Way Match (también con Kenny King) ante Suicide. Hogan entonces salió y anunció que el verdadero Suicide (T.J. Perkins) había sido noqueado tras bambalinas y que el Suicide en el ring era un impostor. Hogan le dio a Suicide hasta el final de la noche para desenmascararse o ser despojado del campeonato. Suicide luego se desenmascaró, revelándose a sí mismo como Austin Aries. Aries confesó ser la persona que atacó a T.J. Perkins, explicando que él fue el que surgió con la idea del Campeón de la División X teniendo el derecho anual de intercambiar el Campeonato de la División X por una lucha por el Campeonato Mundial (y el que lo intercambió y ganó el año pasado). Aries anunció que él se enfrentaría a Bully Ray por el Campeonato Mundial.
En las grabaciones el 29 de junio en Las Vegas, Nevada, Hulk Hogan anunció un Three-Way Match por el Campeonato de la División X también involucrando a Chris Sabin y T.J. Perkins (ahora llamando Manik), que fue ganado por Sabin (emitido el 4 de julio). En la parte de las grabaciones que se emitió el 11 de julio, Sabin voluntariamente dejó vacante el título a cambio de una lucha por el Campeonato Mundial Peso Pesado de la TNA en Destination X contra el campeón Bully Ray el 18 de julio.

#### Resultados
- Lucha en Xplosion: Joseph Park derrotó a Devon. (6:22)
  - Park cubrió a Devon después de un "Splash" desde la segunda cuerda.[5]
- Austin Aries derrotó a Bobby Roode en un Bound for Glory Series Match. (11:56)
  - Aries cubrió a Roode después de un "Brainbuster".[5]
- Sonjay Dutt derrotó a Homicide y Petey Williams, clasificándose en el torneo por el vacante Campeonato de la División X. (4:06)
  - Dutt cubrió a Homicide después de un "Moonsault Double Foot Stomp".[5]
- Manik derrotó a Chavo Guerrero y Kenny King, clasificándose en el torneo por el vacante Campeonato de la División X. (4:35)
  - Manik cubrió a King después de un "Running Double High Knee".[5]
- Greg Marasciulo derrotó a Rockstar Spud y Rubix, clasificándose en el torneo por el vacante Campeonato de la División X. (6:25)
  - Marasciulo cubrió a Spud después de una "Inverted Piledriver".[5]
- Chris Sabin derrotó a Bully Ray, ganando el Campeonato Mundial de Peso Pesado de la TNA. (18:44)
  - Sabin cubrió a Ray después de golpearle con un martillo en la cabeza.[5]
  - Durante la lucha, The Main Event Mafia intervino a favor de Sabin y Aces & Eights a favor de Ray.

#### Consecuencias
En la edición del 25 de julio de Impact Wrestling, Manik derrotó a Sonjay Dutt y Greg Marasciulo en la final del torneo en un Ultimate X Match para ganar el Campeonato de la División X.
Bully Ray y Chris Sabin continuaron su feudo sobre el Campeonato Mundial de Peso Pesado de la TNA después de Destination X. La semana después de Destination X en el episodio del 25 de julio de Impact Wrestling se anunció que en el especial Hardcore Justice, Chris Sabin defendería su título contra Bully Ray en una lucha de jaula de acero, que fue ganada por Bully Ray.

### 2014
Destination X 2014 (conocido también como Impact Wrestling: Destintation X) tuvo lugar el 26 de junio de 2014 (siendo emitido el 31 de julio) en la ciudad de Nueva York. Como el evento del año anterior, este evento no se llevó a cabo en pay-per-view (PPV) y en cambio fue presentado en una edición especial de la emisión semanal de Impact Wrestling.

#### Antecedentes
El 23 de junio TNA confirmó en su página web que la empresa volvería a usar el ring de seis caras a partir de las grabaciones de Impact Wrestling en la ciudad de Nueva York.
TNA continuó la tradición que comenzó en junio de 2012 en el evento Destination X donde el actual Campeón de la División X puede invocar "Opción C" – un concepto en el que el actual Campeón de la División X puede dejar vacante voluntariamente el campeonato a cambio de una lucha por el Campeonato Mundial Peso Pesado de la TNA en el evento Destination X de este año. El 24 de junio, Aries acordó dar el título para enfrentar al Campeón Mundial Lashley en Destination X por el Campeonato Mundial Peso Pesado de la TNA.
El 24 de junio TNA anunció que The Hardys (Jeff Hardy & Matt Hardy) iban a competir en Destination X. Jeff Hardy y Matt Hardy se reunieron y desafiaron a los Campeones Mundiales en Parejas de la TNA The Wolves (Davey Richards & Eddie Edwards).
En Destination X TNA comenzó un torneo para determinar al nuevo Campeón de la División X de la TNA después de que el título fue desocupado por Austin Aries cuando invocó la Opción C. El torneo consistió en tres luchas semifinales.

#### Resultados
- The Wolves (Davey Richards & Eddie Edwards) derrotaron a The Hardys (Matt & Jeff Hardy), reteniendo los Campeonatos Mundiales en Parejas de la TNA.
  - Richards cubrió a Matt después de un "Force of Nature".
- Low Ki derrotó a DJ Z y Manik, clasificándose en el torneo por el vacante Campeonato de la División X.
  - Ki cubrió a Manik después de un "Ki Krusher".
- Sanada derrotó a Brian Cage y Crazzy Steve (con Rebel, Knux y The Freak), clasificándose en el torneo por el vacante Campeonato de la División X.
  - Sanada cubrió a Steve con un "Tiger Suplex Bridge".
- Samoa Joe derrotó a Homicide y Tigre Uno, clasificándose en el torneo por el vacante Campeonato de la División X.
  - Joe cubrió a Homicide tras un "Muscle Buster".
- Lashley derrotó a Austin Aries, reteniendo el Campeonato Mundial de Peso Pesado de la TNA.
  - Lashley cubrió a Aries tras un "Spear".

#### Consecuencias
En la edición del 7 de agosto de Impact Wrestling (grabada el 27 de junio) Samoa Joe, Sanada y Low Ki lucharon la final en un Three-Way Match para coronar al nuevo Campeón de la División X, en el que Joe fue victorioso.

### 2015
Destination X 2015 (conocido también como Impact Wrestling: Destintation X) tuvo lugar el 17 de mayo de 2015 (siendo emitido el 10 de junio) en la ciudad de Orlando. Como el evento del año anterior, este evento no se llevó a cabo en pay-per-view (PPV) y en cambio fue presentado en una edición especial de la emisión semanal de Impact Wrestling.

#### Antecedentes
TNA continuó la tradición que comenzó en junio de 2012 en el evento Destination X donde el actual Campeón de la División X puede invocar "Opción C" – un concepto en el que el actual Campeón de la División X puede dejar vacante voluntariamente el campeonato a cambio de una lucha por el Campeonato Mundial Peso Pesado de la TNA en el evento Destination X de este año.
El 3 de junio, Rockstar Spud accedió a renunciar como Campeón de la División X de la TNA para enfrentarse a Kurt Angle en Destination X, por el Campeonato Mundial de Peso Pesado de la TNA. Pero esa misma noche, Austin Aries decidió invocar su maletín Feast or Fired por lo que, Aries se enfrentaría al ganador de la lucha entre Spud y Angle en Destination X.
En Destination X, TNA comenzó un torneo para determinar al nuevo Campeón de la División X de la TNA después de que el título fue desocupado por Rockstar Spud cuando invocó la Opción C. El torneo consistió en tres luchas semifinales.

#### Resultados
- Kurt Angle derrotó a Rockstar Spud, reteniendo el Campeonato Mundial de Peso Pesado de la TNA.
  - Angle forzó a Spud a rendirse después de un "Angle Lock".
  - Spud optó por la opción C para enfrentarse a Kurt Angle por dicho campeonato.
  - Como consecuencia, Angle se enfrentaría a Austin Aries.
- Low Ki derrotó a Manik y Crazzy Steve, clasificándose en el torneo por el vacante Campeonato de la División X.
  - Ki cubrió a Manik después de un "Warrior's Way".
- Tigre Uno derrotó a DJ Z y Mandrews, clasificándose en el torneo por el vacante Campeonato de la División X.
  - Tigre Uno cubrió a Mandrews después de un "Sabertooth Splash".
  - Después de la lucha, DJ Z fue atacado por Jessie Godderz.
- Taryn Terrell (c/Marti Bell y Jade) y Awesome Kong en un Lingerie Pillow Fight Match terminaron sin resultado.
  - La lucha fue cancelada debido a que Kong no se presentó con la vestimenta de lencería y no ingresó al ring.
  - Antes de la lucha, Kong atacó a Marti Bell y a Jade.
  - Después de la lucha, Brooke atacó a Taryn, cambiando a face.
  - Esta lucha era por el Campeonato de Knockouts de la TNA.
- Grado derrotó a Cruz y Kenny King, clasificándose en el torneo por el vacante Campeonato de la División X.
  - Grado cubrió a Cruz después de un "Cannonball senton".
- Bram derrotó a Crimson.
  - Bram cubrió a Crimson después de un "The Brighter Side of Suffering".
- Kurt Angle derrotó a Austin Aries, reteniendo el Campeonato Mundial de Peso Pesado de la TNA.
  - Angle forzó a Aries a rendirse después de un "Angle Lock".
  - Aries canjeó su maletín de Feast or Fired para tener una lucha por dicho campeonato.

#### Consecuencias
En la edición del 7 de agosto de Impact Wrestling (grabada el 24 de junio) Tigre Uno, Grado y Low Ki lucharon la final en un Three-Way Match para coronar al nuevo Campeón de la División X, en el que Tigre Uno fue el nuevo campeón.

### 2016
Destination X 2016 (conocido también como Impact Wrestling: Destination X) tuvo lugar el 12 de julio de 2016 en la ciudad de Orlando. Como el evento del año anterior, este evento no se llevó a cabo en pay-per-view (PPV) y en cambio fue presentado en una edición especial de la emisión semanal de Impact Wrestling.

#### Antecedentes
TNA continuó la tradición que comenzó en junio de 2012 en el evento Destination X donde el actual Campeón de la División X puede invocar "Opción C" – un concepto en el que el actual Campeón de la División X puede dejar vacante voluntariamente el campeonato a cambio de una lucha por el Campeonato Mundial Peso Pesado de la TNA en el evento Destination X de este año.
El 5 de julio, Lashley ofreció dar su Campeonato Mundial de Peso Pesado de la TNA en una lucha por el Campeonato de la División X de la TNA el cual, era de Eddie Edwards, siendo la primera vez que se ignora la opción C; por lo que se pactó un Title vs Title Match en Destination X donde el ganador, se llevará ambos campeonatos.
Hacia Destination X, TNA pactó un 6-Man Ladder Match donde el ganador, será retador #1 por el Campeonato de la División X de la TNA, el mismo que estaría en juego con el Campeonato Mundial de Peso Pesado de la TNA.
En Slammiversary, Jade fue atacada por Marti Bell lo que le costó su Campeonato de Knockouts de la TNA y fuera derrotada por Sienna. A causa de esto, se pactó un Four-way Match entre Gail Kim, Jade, Marti Bell y Sienna por el Campeonato de Knockouts de la TNA.

#### Resultados
- DJ Z derrotó a Rockstar Spud, Trevor Lee, Andrew Everett, Mandrews y a Braxton Sutter en un 6-Man Ladder Match, ganando la oportunidad de ser Retador #1 al Campeonato de la División X.
  - DJ Z ganó la lucha, después de descolgar el contrato.
  - Después de la lucha, fue atacado por Mike Bennett.
- Bram derrotó a Abyss (con Crazzy Steve).
  - Bram cubrió a Abyss después de un "Roll-up".
  - Durante la lucha, Rosemary interfirió a favor de Abyss y Bram.
- Sienna (c) (con Allie) derrotó a Gail Kim, Jade y a Marti Bell en un Four-way Match, reteniendo el Campeonato de Knockouts de la TNA.
  - Sienna cubrió a Kim después de un "Silencer".
  - Durante la lucha, Allie intervino a favor de Sienna.
- DJ Z derrotó a Mike Bennett (con Maria).
  - DJ Z cubrió a Bennett después de un "Roll-up".
  - Durante la lucha, The Helms Dinasty (Gregory Shane Helms, Trevor Lee y Andrew Everett), Braxton Sutter y Rockstar Spud interfieron a favor de DJ Z.
- Drew Galloway y Ethan Carter III terminaron sin resultado en un Street Fight Match.
  - Carter y Galloway empezaron a atacarse antes de comenzar con la lucha.
  - Después de la lucha, siguieron atacándose tras bastidores.
- Lashley (c) vs. Eddie Edwards (c) (con Davey Richards) terminaron sin resultado en un Title vs. Title Match.
  - La terminó cuando Mike Bennett golpeó al árbitro.
  - Antes de la lucha, Davey Richards hizo su regreso defendiendo a Edwards de Lashley.
  - Durante la lucha, Richards intervino a favor de Edwards.
  - Después de la lucha, Moose debutó en TNA, atacando a Richards, a Edwards y a Lashley, aliándose con Bennett.
  - El ganador de esta lucha, sería Campeón Mundial de Peso Pesado de la TNA y Campeón de la División X.

#### Consecuencias
Debido a la interferencia de Mike Bennett, Edwards y Lashley tendrían su revancha el 21 de julio en Impact Wrestling en un Six Sides of Steel Match.

### 2017
GFW Destination X 2017 (antes como Impact Wrestling: Destination X) tendrá lugar el 17 de agosto de 2017 en la ciudad de Orlando. Como el evento del año anterior, este evento no se llevó a cabo en pay-per-view (PPV) y en cambio fue presentado en una edición especial de la emisión semanal de Impact Wrestling. Además, es la primera versión de Destination X bajo la nueva denominación de Global Force Wrestling. Asimismo, se hizo presentación de los nuevos diseños de los respectivos campeonatos de la empresa, reemplazando a los anteriores.

#### Resultados
- Sienna (con KM) derrotó a Gail Kim, reteniendo el Campeonato Unificado de Knockouts de la GFW.
  - Sienna cubrió a Kim después de un "AK-47".
  - Durante la lucha, KM y Taryn Terrell interfirieron a favor de Sienna.
  - Esta fue la reaparición de Taryn después de más de un año.
- Dezmond Xavier derrotó a Taiji Ishimori, ganando el Torneo por la Super X Cup 2017.
  - Xavier cubrió a Ishimori después de un "Final Flash".
  - Después de la lucha, Xavier e Ishimori se dieron la mano y se hicieron reverencia como señal de respeto.
- Sonjay Dutt (c) derrotó a Trevor Lee en un Ladder Match, reteniendo el Campeonato de la División X de la GFW.
  - Dutt ganó tras haber descolgado el título.
  - Durante la lucha, Caleb Konley interfirió a favor de Lee y Petey Williams a favor de Dutt.
  - Esta fue la reaparición de Williams después de tres años.
- oVe (Dave y Jake Crist) derrotaron a Jason Cade y Zachary Wentz.
  - Jake cubrió a Cade después de un "Killing Spree".
  - Este fue el debut de los hermanos Crist en GFW.
- Matt Sydal derrotó a Lashley, ganando una oportunidad titular por el Campeonato Mundial Unificado Peso Pesado de la GFW.
  - Sydal cubrió a Lashley después de un "Roll-Up".

#### Consecuencias
La lucha entre Alberto el Patrón y Low Ki fue descartada debido a la suspensión indefinida impuesta a Alberto por sus problemas personales por lo que, el Campeonato Mundial Unificado Peso Pesado de la GFW se le fue retirado a Alberto quedando vacante. Durante el evento, Jim Cornette hizo su regreso para asumir el mando de GFW, ignorando a Bruce Prichard y anunciar un 20-man Gaulent Match por el vacante título. El 17 de agosto en Impact Wrestling, Eli Drake ganó la lucha, siendo el nuevo Campeón de la GFW. 
Además, se mostró una promo marcando el debut de Johnny Impact (más conocido como John Morrison) quien debutaría el 17 de agosto en Impact Wrestling y por separado, el debut de Taya Valkirie, prometida de Johnny.